# Гудзенко, Анатолий Николаевич
Анатолий Николаевич Гудзенко (1868 — 1918) — русский полковник, путешественник, этнограф, действительный член Императорского Русского географического общества.

## Биография
Родился в 1868 году в Таганроге. В детские годы его репетитором для подготовки в гимназию некоторое время был Антон Чехов.
В 1879 году был отдан родителями в существовавшую в то время в Дерпте немецкую гимназию, но по незнанию немецкого языка он был принят в приготовительный класс. Гимназию с аттестатом зрелости окончил в 1889 году и собирался учиться на физико-математический факультете местного университета. Но не встретив поддержки родителей, поступил в том же году в Николаевское кавалерийское училище, которое окончил по I разряду в 1891 году и был произведён в корнеты 46-го драгунского полка, находившемся в Грозном (на Северном Кавказе). В 1892 году полк был переведён в Варшавский Округ, в Плоцк. В течение службы Гудзенко временно заведовал учебной командой, командой полковых разведчиков, а также был заведующим полковым оружием. Был командирован для съёмки в распоряжение штаба 15 армейского корпуса и окончил саперную командировку с оценкой познаний на экзамене «очень хорошо». В 1895 году произведён в поручики, в 1896 —  в штаб-ротмистры и в том же году уволился в запас армии.
В 1895 году отправился в Эфиопию, откуда привез разнообразные коллекции, в том числе этнографические. В Африку Гудзенко поехал как представитель отделения Русского общества Красного Креста. Военные действия итальянцами после поражения под Адуой возобновлены не были и Красный Крест учредил поэтому свои отделения в г. Хараре и столице Абиссинии Аддис-Абебе, где Гудзенко прожил 4 месяца; был рекомендован негусу начальником отряда русского общества Красного Креста генералом Шведовым, но разрешения на путешествие к реке Дэлэссе от Негуса не получил ввиду сильного возбуждения абиссинцев против европейцев, возникшего во время войны с итальянцами. Не получив разрешения на дальнейший путь, Гудзенко занялся в Аддис-Абебе составлением коллекций: зоологических, этнографической, ботанической и других. Собирал сведения о нравах и обычаях жителей и записывал эпизоды из минувшей кампании. Пять месяцев Гудзенко пробыл в Абиссинии после отъезда оттуда русского санитарного отряда и покинул Абиссинию в июне 1897 года. На прощальной аудиенции, по просьбе Гудзенко, негус Менелик II отпустил сним молодого абиссинца, который в 1898 году обучался в Санкт-Петербурге механическому мастерству. Коллекции, которые Гудзенко привёз в Санкт-Петербург, перешли в пользование нескольких учреждений: чешуйчатокрылые [бабочки] — в коллекцию Великого князя Михаила Николаевича; этнографические и зоологические — в Академию наук, гербарий и семена — в Императорский Ботанический сад.  
В 1900 году Гудзенко участвовал в походе в Китай во время подавления боксерского восстания. Здесь он также собирал разнообразные коллекции. Некоторые из вещей находятся ныне в Кунсткамере. 
Был близок с путешественником В. К. Арсеньевым; именно по его рекомендации Арсеньев был избран действительным членом Императорского Русского географического общества.
Приказом по войскам Приамурского военного округа от 23 ноября 1913 года числящийся по армейской кавалерии, адъютант командующего войсками округа подполковник А. Н. Гудзенко был переведён в Уссурийский казачий дивизион, с переименованием в войсковые старшины. С ноября 1914 года по начало 1915 года он временно командовал Уссурийским казачьим полком на фронте. Приказом по Уссурийскому казачьему войску от 21 мая 1915 г. за № 475 было объявлено о награждении войскового старшины А. Н. Гудзенко Орденом Св. Владимира 4-й степени с мечами и бантом. Он был в числе штаб-офицеров, находившихся в составе Уссурийского казачьего полка на фронте, занимал должность помощника командира полка по хозяйственной части. Произведён в полковники в марте 1916 года.
Владел одиннадцатью языками. Был женат на племяннице братьев Гримм.
В 1918 году пропал без вести в Сибири во время Гражданской войны.